# Oedionychis cincta
Oedionychis cincta es una especie de insecto coleóptero de la familia de los llamados "escarabajos de las hojas" (Chrysomelidae). 
Se distribuye por la península ibérica (España y Portugal) y Francia.

## Sinónimos
- Oedionychus cinctus (Fabricius, 1781)
- Chrysomela cincta (Fabricius, 1781)[1]